# Puerto Río Tranquilo
Puerto Río Tranquilo, o Puerto Tranquilo, es una pequeña aldea que se ubica en la ribera occidental del Lago General Carrera, en la Región de Aysén, Chile. Pertenece administrativamente a la comuna de Río Ibáñez, cuya cabecera es la aldea de Puerto Ibáñez. Se ubica 220 km al sur de la ciudad de Coyhaique, la capital regional, desde la cual se accede por medio de la Ruta 7 o Carretera Austral. Esta es la principal vía de acceso de la aldea, comunicándola no solo con Coyhaique, sino que también con otros poblados de la zona, como Puerto Ibáñez, Cochrane, Puerto Guadal, y Chile Chico. Considerando el estado de la Carretera Austral y las duras condiciones climáticas de la zona, el tiempo de viaje en vehículo particular, desde la capital regional, es de 4 a 5 horas, mientras que en transporte público puede sobrepasar las 5 horas. En invierno, las lluvias dificultan aún más el acceso a la aldea.
La aldea se encuentra junto a una pequeña bahía desde la cual se domina la entrada al brazo norte del lago. El clima de la zona es frío y ventoso, y no demasiado húmedo por encontrarse en la vertiente oriental de Los Andes. A pesar de ello, la lluvia es frecuente y se produce todo el año.
Puerto Tranquilo cuenta con una limitada oferta de servicios, dada su situación de aislamiento y la escasa población del sector. La única antena de celular que tiene señal en el sector es de la compañía Entel. Existen una posta rural y una tenencia de carabineros, una gasolinera, hosterías, cámping, y algunos servicios comerciales.

## Economía
Los habitantes se dedican a actividades como la  ganadería, los servicios y el turismo, actividad que ha ganado importancia durante los últimos años.

## Turismo
Desde Puerto Tranquilo pueden visitarse las denominadas "cavernas de mármol", formaciones rocosas provocadas por la erosión causada por el viento y el agua, destacando la Catedral de Mármol. Desde el pueblo, y a través de la ruta X-728, puede accederse también al Valle Exploradores y al parque nacional Laguna San Rafael, travesía que permite apreciar bosques húmedos, cascadas, montañas y glaciares colgantes, y visitar el mayor atractivo de la zona, el Glaciar Exploradores, que desciende directamente de los Campos de Hielo Norte. Variadas agencias turísticas ofrecen los servicios para la navegación del lago, y la visita al glaciar, que incluye la caminata sobre hielo.

## Medios de comunicación

### Radioemisoras

#### FM
- 94.9 MHz - Radio Cordillera

Radios Online
- Radio Cordillera

#### Televisión
Actualmente, no existen canales nacionales disponibles en Puerto Río Tranquilo, tanto en televisión análoga como digital TVD. Por lo que, para poder sintonizarlos, solo será posible por medio de la televisión satelital.